# Dark Places (novela)
Dark Places (en español: La llamada del Kill Club y también: Lugares oscuros) es una novela de misterio escrita por Gillian Flynn y publicada en 2009. La novela trata sobre problemas de clases en la zona rural de Estados Unidos, la pobreza intensa y la histeria acerca de los cultos satánicos que arrasó a los Estados Unidos en la década de 1980. 

## Argumento
Libby Day, la narradora y protagonista de la novela, es la única superviviente de una masacre en Kinnakee, Kansas, un pueblo rural ficticio. Tras ser testigo del asesinato de sus dos hermanas y su madre, en lo que aparenta ser un ritual satánico, Libby escapa por una ventana y luego testifica en un juicio contra Ben, su hermano adolescente.
Veinticinco años después de la masacre, Libby, necesitada de dinero, se encuentra con un grupo de investigadores aficionados que creen que Ben es inocente. Con el apoyo de este grupo, comienza a indagar acerca de los eventos de la masacre, buscando a otros testigos y posibles sospechosos. 
Intercalados con la investigación en curso se encuentran flashbacks del día de la masacre. Los mismos son narrados desde el punto de vista de la madre de Libby, Patty, y de Ben. Son estos puntos de vista los que dan cuenta del sombrío estilo de vida de la familia antes de la masacre, donde primaba la pobreza, la violencia doméstica y el abandono. 

## Recepción

### Premios y reconocimientos
Dark Places fue preseleccionada para el premio Ian Fleming Steel Dagger, otorgado por la Crime Writers' Association.